# أحلام منتصف الليل
أحلام منتصف الليل هو مسلسل درامي سوري أُنتج عام 1979، من تأليف رياض نعسان آغا وإخراج محمد فردوس أتاسي. يُعد من أوائل الأعمال التي تناولت الجوانب النفسية والرمزية في الدراما السورية، وقدَّم إضافة نوعية في زمن مبكِّر من تطوُّر الدراما السورية، بالتناول النفسي والبُعد الرمزي، وفتح الباب أمام محاولات درامية مشابهة لاحقًا. وأسهم في بروز عدد من نجوم الشاشة السورية لاحقًا.

## القصة
يتناول المسلسل صراعات داخلية تعيشها الشخصيات بين عالم الأحلام والواقع، حيث تتجسد الهواجس الليلية كوسيلة درامية لعرض الخوف، والحب، والغيرة، والتوترات النفسية في قالب اجتماعي رمزي.

## فريق العمل
- سلوم حداد
- عباس النوري
- سمر سامي
- مها المصري
- ملك سكر
- يوسف حنا
- هاني الروماني
- يوسف حنا